# PlanetRomeo
PlanetRomeo (ранее назывался GayRomeo, но затем был переименован, так как в некоторых странах сайты, содержащие слово «гей», блокируются провайдерами) — крупнейшая немецкая виртуальная служба знакомств для геев, бисексуальных и трансгендерных мужчин, основанная в октябре 2002 года и насчитывающая во всём мире более 1,4 миллионов зарегистрированных пользователей. В Германии сайт в народе называют «синими страницами» (нем. blaue Seiten) или «службой прописки для геев» (нем. schwules Einwohnermeldeamt).
Сайт имеет две версии — обычную и облегчённую — оформленную в нейтральном стиле и без хардкор-фотографий (для использования, например, в общественных местах — в интернет-кафе, рабочем месте и т. п.). Имеются WAP- и PDA-версии сайта для мобильных устройств. С 2013 года выпущено приложение для Android, обеспечивающее полноценный доступ к базе данных PlanetRomeo. Существует также версия для iOS устройств.

## Языки
По собственным данным, система в настоящий момент поддерживает 25 языков: немецкий, английский, голландский, французский, испанский, португальский, итальянский, греческий, румынский, шведский, польский, тайский, сербский, русский, турецкий, чешский, китайский, венгерский, корейский, вьетнамский, малайский, японский, индонезийский, тагальский и хинди.

## Регистрация и использование
Регистрация в системе и пользование её услугами является полностью анонимным и бесплатным. Регистрация аккаунтов на сайте разрешена только мужчинам, достигшим 18 лет.
Анкета участника включает указание возраста, параметров (рост, вес, телосложение и т. п.), личных интересов, сексуальных предпочтений и описанием того, с кем бы он желал познакомиться и для каких целей — поиск друзей, поиск отношений или поиск сексуального партнёра. Сайт не является чатом. Обмен сообщениями происходит по типу мессенджера. Общение по интересам возможно с помощью различных клубов, созданных на сайте, что напоминает группы в социальных сетях, хотя их организация довольно примитивна.
Имеется возможность загрузки фотографий (как в открытый доступ на аккаунте, так и скрытых — с возможностью пересылки фото отдельным пользователям), сохранения избранных пользователей и избранных сообщений.
Согласно опросу пользователей сайта, проведённого в феврале 2006 года, показало, что 31 % пользователей сайта ищут сексуальные контакты. Более четверти пользователей в основном общаются с друзьями. Около четверти просто ищут новые знакомства. Сайт не очень популярен среди пожилых геев.
Кроме того, на сайте размещено множество полезной информации: советы по безопасному сексу, путеводители по гей-туризму, рекомендации по безопасности при встречах с незнакомцами. Кроме того, каждый зарегистрированный пользователь может бесплатно размещать ограниченное число объявлений на доске объявлений: о поиске или по предложению работы или жилья, о различных услугах.

## Платные услуги
Портал также предлагает дополнительный пакет платных услуг «PlanetRomeo Plus»:
- Поиск пользователей по близости с помощью навигационного радара.
- Режим «невидимого присутствия» на сайте.
- Улучшенный поиск пользователей по дополнительным критериям и дополнительно специальный поиск по фотографиям пользователей.
- Неограниченный лимит на сохранение сообщений, фотографий и страниц пользователей.
- Полное отключение рекламы на сайте.
- Свободный просмотр опубликованных на страницах пользователей хардкор-фотографий.

Кроме того, имеется отдельная категория аккаунтов — эскорт-аккаунты (аккаунты пользователей, оказывающих эскорт-услуги). Регистрация таких аккаунтов возможна только за плату.